# Autovia Osca - Lleida
L'autovia del Camí Català o A-22 és una autovia de nova construcció, de 108 km de recorregut, alternativa de la carretera N-240 entre aquestes dues ciutats, que ha d'enllaçar a Lleida amb l'A-2 (Barcelona-Madrid) i amb la futura A-27 (Tarragona-Montblanc-Lleida), i a Osca amb l'A-23 (Sagunt-Somport).

## Trams
L'autovia es divideix en 11 trams, 3 dels quals (18,8 km) pertanyen a Catalunya i la resta a l'Aragó. Actualment, ja estan en serveis deu dels seus trams, i un altre en construcció.
| Denominació | Tram                                              | Estat                                                 | Longitud (km) |
| ----------- | ------------------------------------------------- | ----------------------------------------------------- | ------------- |
| N-240       | Osca-Siétamo                                      | En construcció (previsió agost 2025)                  | 13,2          |
| A-22        | Siétamo-Velillas                                  | En servei (AZVI-PERCASA ASTURIAS)                     | 5,15          |
| A-22        | Velillas-Ponzano (subtram Velillas-riu Alcanadre) | En servei (OHL-MLN-ABADIA MARTINEZ)                   | 12,1          |
| A-22        | Velillas-Ponzano (subtram riu Alcanadre-Ponzano)  | En servei (OHL-MLN-Hemotex Castellon-Abadia Martinez) | 4,3           |
| A-22        | Ponzano-El Pueyo                                  | En servei (CYOPSA-EPSA-JJTORRES)                      | 10,2          |
| A-22        | Variant de Barbastre                              | En servei (SACYR-MARCO-EPSA)                          | 11            |
| A-22        | Variant de Montsó                                 | En servei (FCC-JOCA-MARCO)                            | 12,1          |
| A-22        | Variant Binèfar                                   | En servei (CYOPSA OPR)                                | 7,1           |
| A-22        | Variant Binèfar-Límit provincial d'Osca           | En servei (UTE COPCISA-VIDAL)                         | 12            |
| A-22        | Variant Almacelles                                | En servei (UTE SORIGUE-MARCO)                         | 9,75          |
| A-22        | Variant Almacelles-La Cerdera                     | En servei (COPASA GALICIA)                            | 4,2           |
| A-22        | La Cerdera-Connexió amb l'A-2                     | En servei (FCC HIPHERFO LLOVERA)                      | 4,7           |